# Carl Dorsey
Carl Dorsey est un skipper américain né le 12 mai 1894 à Lima dans l'Ohio et mort le 9 juillet 1974 à San Diego.

## Carrière
Carl Dorsey est sacré champion olympique de voile en classe 8 m aux Jeux olympiques d'été de 1932 de Los Angeles à bord de l'Angelita.